# Marine Scotland
Marine Scotland est une direction de la fonction publique au sein du Gouvernement écossais, chargée de veiller à la protection des eaux et des mers côtières de l’ Écosse, de créer une croissance économique durable des ressources marines de l’Écosse et de protéger ses précieux écosystèmes marins. Marine Scotland est responsable de la loi Marine (Scotland) Act 2010 (en) et des domaines décentralisés tels que la pêche.
Marine Scotland a été créée le 1er avril 2009, fusionnant deux agences exécutives (Fisheries Research Services et Scottish Fisheries Protection Agency (en)) et les divisions de la politique de la marine et de la pêche du gouvernement écossais.

## Rôle et effectifs
Marine Scotland est responsable des sciences de la mer, de la planification, de l’élaboration des politiques, de la gestion et du contrôle de la conformité. Son rôle est d'encourager toutes les personnes concernées par le milieu marin à œuvrer de concert pour atteindre les priorités et les résultats convenus: et de veiller à la complémentarité des approches afin que l'impact de l'activité de gestion marine en Écosse dépasse la somme de ses composantes. Un grand nombre de ses activités sont axées sur les questions marines, mais il continue également de jouer un rôle important dans la recherche et la gestion des pêches en eau douce.
Marine Scotland emploie environ 700 personnes et possède un éventail de compétences et de professions, notamment des scientifiques, des agents des pêches, ainsi que du personnel chargé des politiques, de l’administration et des professionnels/techniciens. Le personnel se trouve principalement à Édimbourg ou au Fisheries Research Services Marine Laboratory d' Aberdeen, mais Marine Scotland dispose également d'un réseau de bureaux et de stations de terrain à l'échelle de l'Écosse, ainsi que d'actifs auxiliaires comprenant 3 navires de recherche, 3 navires de patrouille, 2 avions de surveillance et un système de surveillance de la pêche (Vessel monitoring system (en)).

## Bureau du conseiller scientifique en chef Marine (OCSAM)
Le Bureau du conseiller scientifique en chef pour la marine (OCSAM) a pour objectif de promouvoir la coopération écossaise, britannique et internationale dans les domaines des sciences marines naturelles, économiques et sociales et de fournir des conseils clairs au gouvernement écossais et aux autres organisations internationales. L'OCSAM gère aussi le Système d'information géographique.

## Marine Scotland Compliance (MSC)

Scottish Fisheries Protection Agency

La division Conformité de Marine Scotland (MSC surveille et applique les lois sur la pêche maritime et maritime dans les eaux écossaises. Il rend compte aux autorités de poursuite écossaises et fournit des renseignements sur les activités de pêche dans les mers autour de l'Écosse.
Marine Scotland dispose de 18 bureaux de pêche répartis autour de l’Écosse.

### Navires de protection marine
Marine Scotland dispose de trois navires de protection marine (MPV): 
- MPV Minna (lancé en 2003)
- MPV Jura (lancé en 2005)
- MPV Hirta (lancé en 2008)

### Avion de surveillance
Marine Scotland possède deux avions de surveillance aérienne  Reims-Cessna F406 Caravan II  exploités par Airtask .

### Centre britannique de surveillance des pêches
Marine Scotland exploite le UK Fisheries Monitoring Centre (UKFMC) au nom des quatre administrations des pêches du Royaume-Uni. Il est le point de contact unique du Royaume-Uni pour la notification manuelle des Electronic Reporting System (en) (ERS), du Vessel monitoring system (en) (VMS) et d'autres programmes de pêche européens et nationaux.

### Marine Scotland Science (MSS)
La division Science de Marine Scotland entreprend des recherches et fournit des avis scientifiques et techniques au gouvernement écossais (et aux autorités britanniques et européennes) sur un certain nombre de questions relatives à la mer et à la pêche, notamment l'aquaculture et la santé des poissons, la pêche en eau douce, la pêche maritime et l'écosystème marin en Écosse les mers. Le MSS exploite deux navires de recherche équipés d'un large éventail d'installations de déploiement et de récupération des engins et équipements de pêche, des capteurs scientifiques et environnementaux et des systèmes de collecte de données :
- MRV Scotia
- MRV Alba-Na-Mara

MSS dispose également d'un navire supplémentaire, le MV Temora qui est utilisé pour l'échantillonnage dans le cadre du programme de surveillance à long terme des changements climatiques.

### Energies renouvelables marines
Le gouvernement écossais élabore des plans pour l’énergie éolienne, houlomotrice et marémotrice dans les eaux écossaises. Marine Scotland explorera comment l'énergie éolienne, houlomotrice et marémotrice peut contribuer à la réalisation de l'objectif de l'Écosse de générer l'équivalent de 100% de la demande en électricité à partir de sources renouvelables, et cherchera également à maximiser la contribution de ces technologies à la réalisation d'une économie à faibles émissions de carbone.

### Conservation marine
Marine Scotland applique une stratégie de conservation de la nature marine dans les mers écossaises, qui repose sur les trois piliers de la conservation des espèces, de la protection des sites et des politiques et mesures relatives aux mers en général. Les travaux se poursuivent sur un réseau d'aires marines protégées avec 30 aires marines protégées de conservation de la nature désignées en 2014.

### Licensing Operations Team (LOT)
L’équipe Marine Scotland Licensing Operations constitue un point de contact central pour des activités telles que le dépôt ou l’enlèvement d’objets ou de substances sur le fond marin, travaux de construction ou de transformation, dragage et dépôt des explosifs.

## Aquaculture, domaine de la Couronne, pêche récréative, FEAMP et Europe (ACRE)
La division ACRE s'occupe des domaines politiques couvrant l'aquaculture, la pêche au saumon et de loisir, les subventions à la pêche, le référendum post-UE (Brexit) et le domaine de la Couronne en Écosse.

## Pêche maritime
La division des pêches maritimes traite des domaines politiques couvrant l'accès aux pêches maritimes, les négociations et les rejets de quotas de l'UE, les pêcheries côtières et les communautés côtières ainsi que les interactions internationales en matière de pêche et d'environnement.

## Galerie

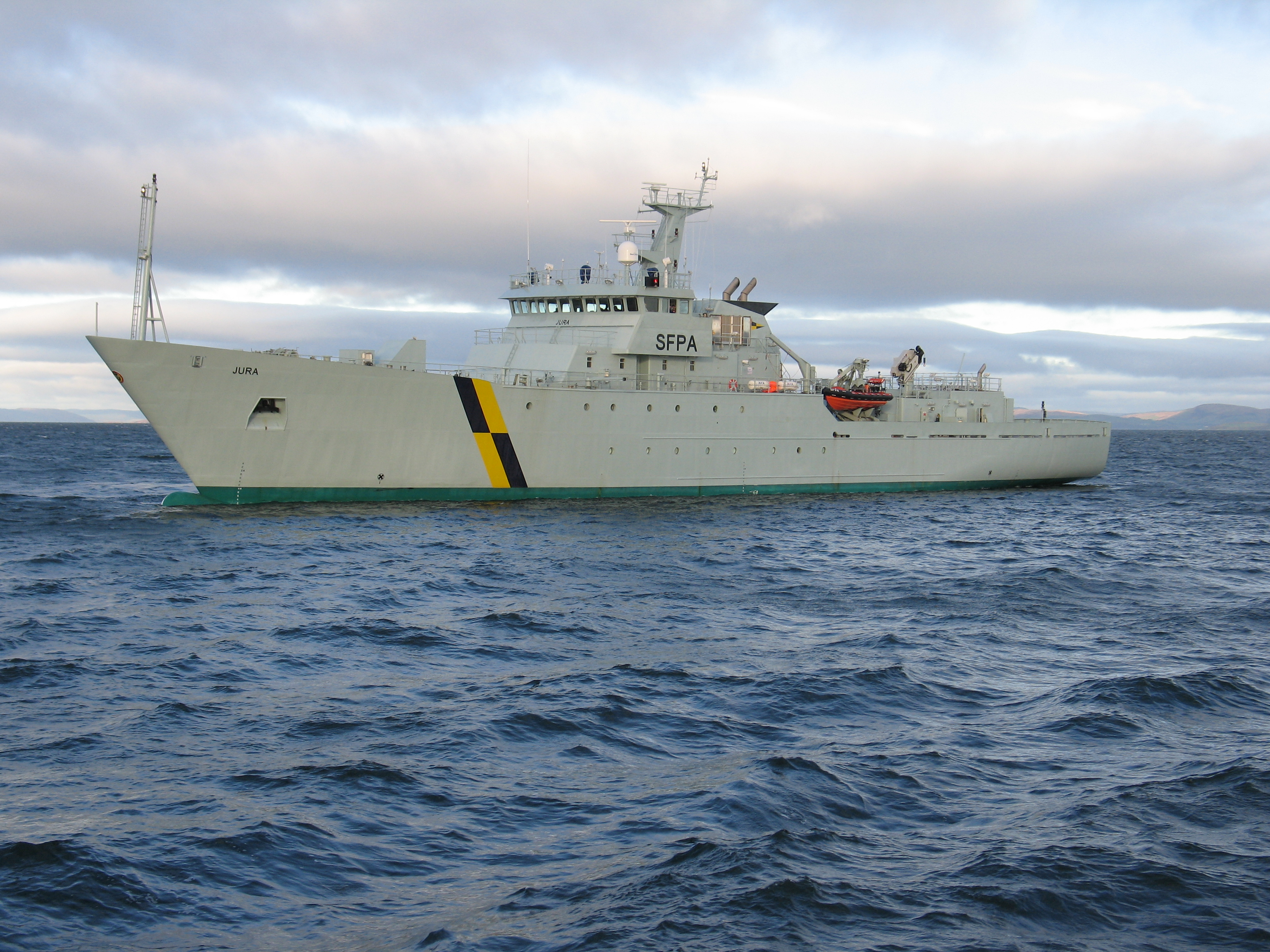
MPV Jura
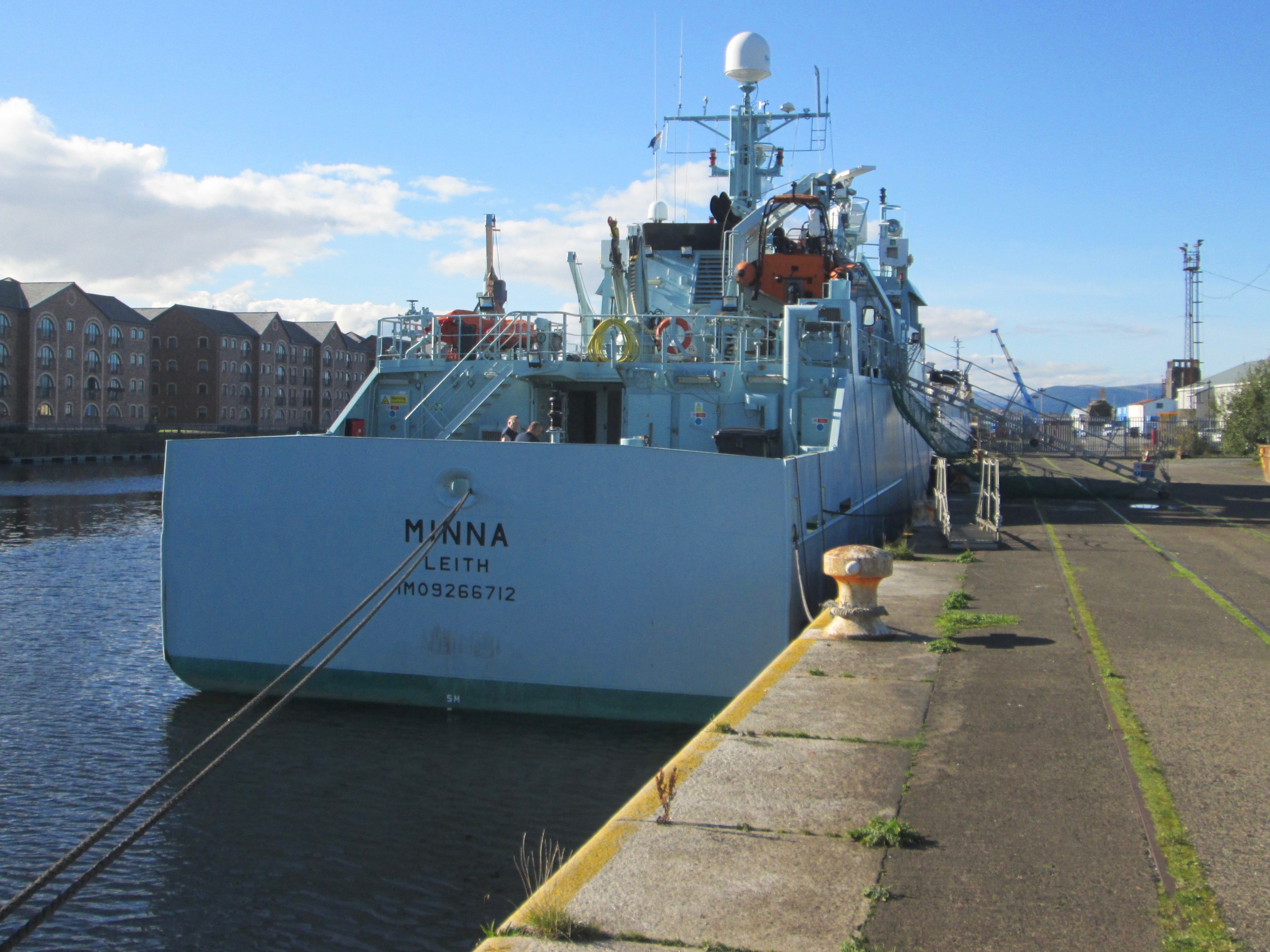
MPV Minna
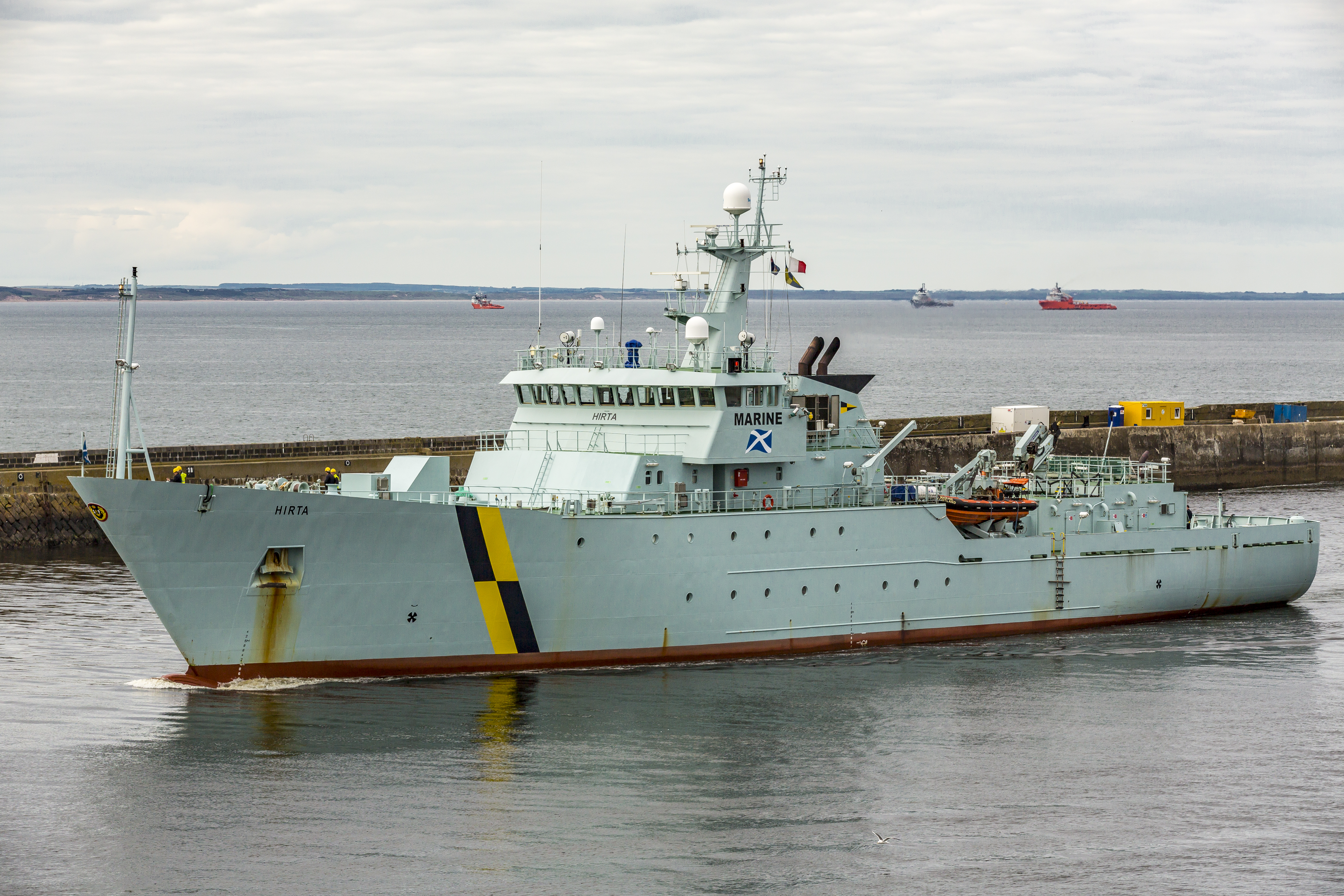
MPV Hirta
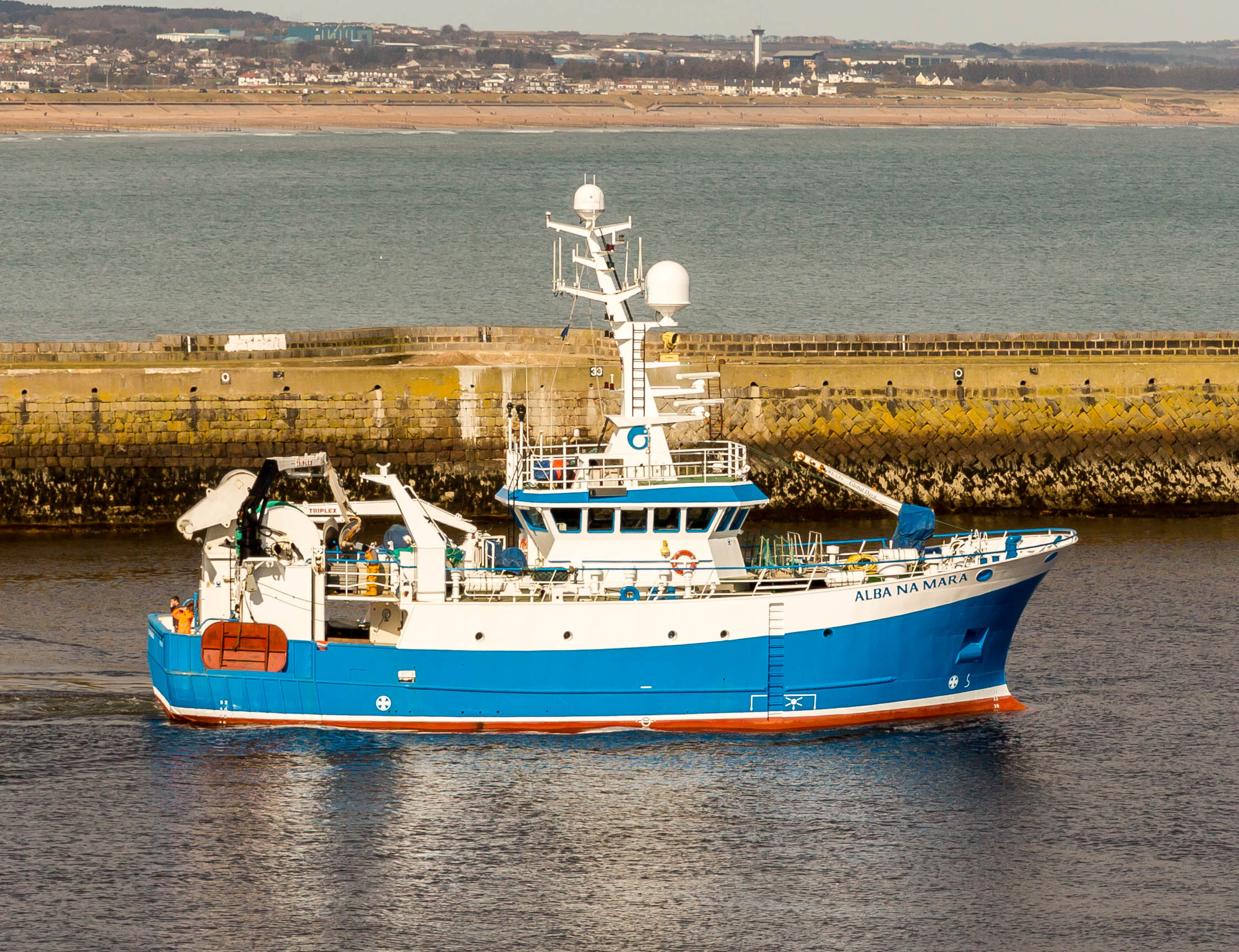
MRV Alba-Na-Mara
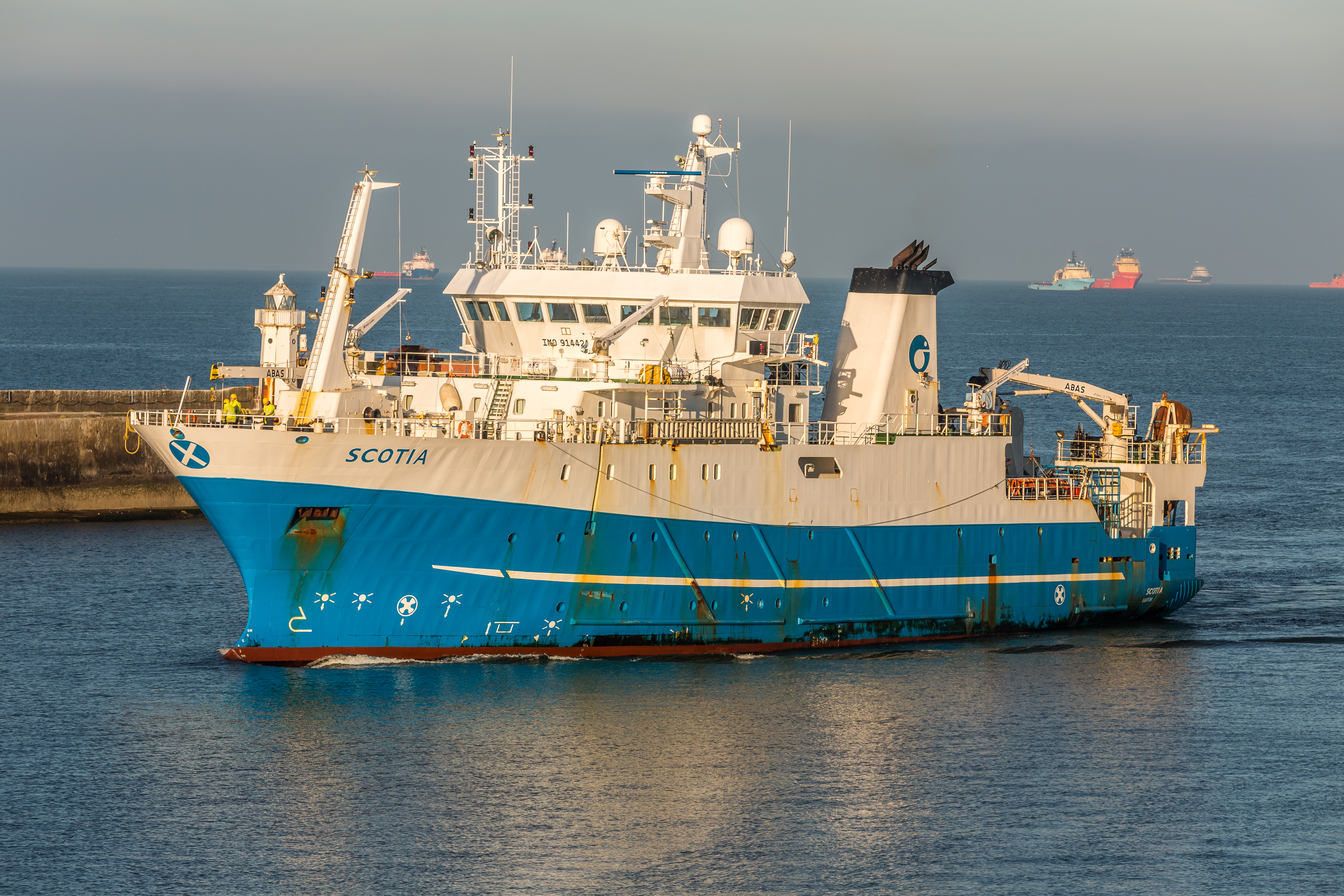
MRV Scotia